# Парк ферме
Парк ферме, што на француском дословно значи "затворени парк", је безбедно подручје на стази за аутомобилизам у којој се аутомобили враћају у бокс након, а понекад и пре трке.

## Подручје
На пример, према прописима ФИА Формуле 1, подручје мора бити довољно велико и безбедно како би се спречио неовлашћени приступ аутомобилима, а да се омогући обављање техничких провера. Аутомобили морају бити постављени у парк ферме у року од три и по сата од краја квалификација до пет сати пре почетка круга за формирање трке. У суштини, аутомобиле у овој области нико не сме дирати без изричите дозволе ФИА судија.
Међутим, аутомобили се стављају под „услове за ферме“ од тренутка када аутомобили изађу из бокса за квалификације до почетка круга за формирање трке. Под овим условима, дозвољена су само мања подешавања као што су замена гума, доливање горива, подешавање кочница и мања подешавања предњег крила. Као такви, тимови не могу правити велике промене у подешавању између квалификација и дана трке. Кршење оваквих правила обично значи да аутомобил мора да крене из пит лејна.
Једини изузетак је због промене климатских услова, где ће директор трке дати тимовима дозволу да изврше одговарајуће измене на својим болидима, или у случају озбиљних несрећа које угрожавају интегритет аутомобила.
У такмичењима у дуатлону (трчи-бицикл-трчи) и триатлону (пливај-бицикл-трчи), парк ферме је безбедно подручје где се бицикли чувају током трке. Према прописима, бициклима могу приступити само сами спортисти, јер је свака врста помоћи споља забрањена у овом спорту.